# Trung Le Nguyen
Trung Le Nguyen (2 de junio de 1990),  también conocido como Trungles, es un dibujante vietnamita estadounidense. Es más conocido como el autor de la novela gráfica The Magic Fish, publicada por Random House Graphic en 2020.

## Biografía

### Primeros años y carrera
Trung Le Nguyen nació en un campo de refugiados vietnamitas en la provincia filipina de Palawan, y se mudó a los Estados Unidos cuando era niño en 1992. Comenzó a dibujar cómics en la secundaria, pero abandonó el pasatiempo en la universidad. Se graduó de la Universidad Hamline con una licenciatura en arte con una especialización en historia del arte en 2012. Originalmente planeaba seguir una carrera en administración de las artes, pero en cambio eligió seguir una carrera en cómics. El arte de Trung se destaca por el uso de tinta y lápiz tradicionales y referencias a imágenes vietnamitas, manga shōjo y literatura infantil clásica.
En 2017, Trung fue jurista de los Premios Ignatz. El mismo año, su libro para colorear Fauns & Fairies fue publicado por Oni Press bajo su sello de historietas eróticas Limerence Press. En 2018, fue artista en la antología de cómics románticos de Image Comics, Twisted Romance. En 2020, Random House Graphic publicó la novela gráfica debut de Trung, The Magic Fish. El libro, sigue a un joven inmigrante gay vietnamita y a sus padres que aprenden inglés a través de libros de cuentos de hadas, se inspiró en la crianza de Trung.
En 2022, se confirmó que la segunda novela gráfica de Trung, titulada Angelica And The Bear Prince, sería publicada por Random House Graphic en 2025.

### Vida personal
Trung se identifica como gay y no binario.

## Publicaciones
| Título                                                  | Año  | Editorial            | Identificador          |
| ------------------------------------------------------- | ---- | -------------------- | ---------------------- |
| Fauns & Fairies: The Adult Fantasy Coloring Book        | 2017 | Limerence Press      | ISBN 978-1-62010-403-3 |
| Twisted Romance #4                                      | 2018 | Image Comics         | ASIN B077XKXFGY        |
| Adventure Time Marshall Lee Spectacular                 | 2018 | Boom! Studios        | ASIN B01M07CJBI        |
| Star Spinner Tarot                                      | 2020 | Chronicle Books      | ISBN 978-1-4521-8006-9 |
| The Magic Fish                                          | 2020 | Penguin Random House | ISBN 978-0-593-12529-8 |
| Aquaman: 80th Anniversary 100-Page Super Spectacular #1 | 2021 | DC Comics            | ASIN B09DGR27M3        |

## Reconocimientos
Trung fue nominado al premio Eisner 2021 como Mejor escritor/artista. Su novela, The Magic Fish ganó dos premios Harvey 2021 en las categorías Libro del año y Mejor libro infantil o juvenil. También fue nombrado uno de los mejores libros en la Lista Arcoíris de la Asociación Estadounidense de Bibliotecas en 2021, y fue seleccionado como uno de los mejores libros de 2020 por The Globe and Mail, la Biblioteca Pública de Nueva York, y Nerdist.